# Religión mexica
Los mexicas originalmente eran una de las tribus nahuas y cuando llegaron al valle de México, traían sus propias creencias y divinidades. La más importante de sus divinidades era Huitzilopochtli, cuyo nombre puede traducirse literalmente como colibrí izquierdo, el colibrí zurdo o colibrí del sur.
Al llegar al valle de México o valle del Anáhuac, los mexicas trataron de incorporar la cultura y los dioses de las civilizaciones más avanzadas que ya estaban establecidas, así como los de civilizaciones más antiguas como la tolteca; así, incluyeron a Tláloc, Tezcatlipoca y a Quetzalcóatl.
Sin embargo, algunos dirigentes mexicas (como Tlacaélel) modificaron la historia para poner a su dios tribal, Huitzilopochtli, al mismo nivel que los demás dioses nahuas. Conforme los mexicas comenzaron a conquistar a otros pueblos, fueron aceptando nuevos dioses y enlazando sus historias con las de los dioses que ya tenían.
Estudiosos como Miguel León-Portilla sugieren que, en la época de la conquista, los mexicas estaban en un proceso de sincretización donde todos los dioses serían sólo expresiones de las potencias de una deidad principal, Ometecuhtli/Omecíhuatl. 
Ésta es una antigua pareja de dioses; sus nombres literalmente significan "Señor dos, Señora dos", pero usualmente se traduce Ometéotl como "nuestro señor/señora de la dualidad", lo que implica un dios con características femeninas y masculinas.
Este dios es mucho más antiguo que la civilización nahua, y según algunas leyendas es el origen de todos los dioses. El pueblo difícilmente lo conocía, pero entre las clases superiores se le rendía una especie de culto. Otros nombres que recibía eran: "El señor del cerca y junto", "El inventor de sí mismo" y Tonacatecuhtli "El señor del sustento".
El propósito de la vida según los aztecas era vivir para morir siendo sacrificado para Mictlantecuithly y así terminar su ciclo. 

## Principios metafísicos
Por fuera de la religión popular[cita requerida], llena de dioses con complicadas[cita requerida] historias y parentescos, producto del sincretismo de las civilizaciones nahuas y de la herencia tolteca, los sacerdotes y los tlamatinime (sabios) desarrollaron una profunda[cita requerida] visión monista[cita requerida] (según los eruditos más destacados, como Alfonso Caso y León-Portilla). Otros investigadores, como A. R. Sandstrom, con base en investigaciones sobre las comunidades nahuas del México actual, sostienen que la concepción era panteísta[cita requerida], postura que es apoyada por Hunt, Markman, Florescano y Ortiz
.
La síntesis de estas concepciones se centra en la figura de Téotl (q.v.), y su tr

## Ofrendas humanas
Los ofrecimientos a Huitzilopochtli serían hechos para restaurar la sangre que perdió, ya que el sol era confrontado en una batalla diaria. Esto prevendría el fin del mundo que podría suceder en cada ciclo de 52 años. La dedicación del gran templo en Tenochtitlán fue divulgado por los mexicas según lo referido, con un sacrificio de más de 84.000 prisioneros; sin embargo, este número probablemente fue una exageración de los mismos mexicas para infundir miedo entre sus enemigos, pues en el relato insisten en que el Tlatoani sacrificó personalmente a todas las víctimas en el curso de 4 días. Como medida de comparación, en los días finales del campo de concentración de Dachau, con tecnología moderna las 24 horas, se podía disponer de 4500 víctimas al día.
Las víctimas sacrificadas a Xipe Tótec eran atadas a un poste y eran cubiertas por completo por flechas que les eran lanzadas. Posteriormente el cadáver sería desollado y un sacerdote se cubriría con la piel. Representan la renovación de la tierra para volver a ser fértil. La Madre Tierra, Teteoinnan, requería víctimas femeninas desolladas. Tláloc requería niños enfermos masculinos.
Los mexicas frecuentemente iniciaban guerras —las llamadas guerras floridas— con el intento de capturar prisioneros para usarlos en los sacrificios. Existen múltiples relatos de los conquistadores capturados que fueron sacrificados durante las guerras de la conquista española de México, aunque solamente Bernal Díaz afirmó ser un testigo de ello.
En ocasiones, los mexicas mataban a los cautivos más aristocráticos, notables por su valor en combate ritual: encadenaban la víctima al piso, quien vestía solamente un taparrabos, le daban un arma falsa y un escudo, y era muerto luchando contra un guerrero jaguar completamente armado. Se dice que cuando un pueblo era derrotado, los sacerdotes mexicas seleccionaban de los cautivos, al guerrero más destacado de los adversarios y lo tiraban por las escaleras del Templo Mayor. Al terminar su caída, los intestinos eran utilizados para las fieras del zoológico, y el cuerpo era entregado al guerrero.
Este hervía el cuerpo y separaba la carne, se quedaba con los huesos como trofeo y partía la carne en fragmentos muy pequeños que ofrecía a los señores, incluso de otros pueblos. Los señores pretendían comerla, pero según algunos relatos, como el Códice Ramírez, y la relación del nieto de Nezahualcóyotl, la carne en sí, se consideraba que carecía de valor, por lo que era sustituida por carne de guajolote (pavo). A cambio de esta carne, el guerrero recibía grandes obsequios: Joyas, plumas ricas, mantas finas y esclavos. Este era un método para estimular a los guerreros exitosos y ayudarlos a subir en la escala social.
Tezcatlipoca requería un sacrificio voluntario. Cada año un joven era ofrecido como víctima. Durante un año lo honrarían como dios en la tierra, y entonces éste sería sacrificado. Tláloc requería niños llorones (enfermos). Xilonen requería ahogar a dos jóvenes.
A pesar de los relatos populares, los mexicas no hacían sacrificios humanos cada día. Los sacrificios se hacían sólo en los días festivos. Un día festivo por cada uno de sus 18 meses. Cada mes estaba dedicado a un dios distinto. También se hacían sacrificios de animales, había dos razas de perros criados expresamente para ello, y la gente también hacía autosacrificio, ofrendando su propia sangre y sufrimiento a sus dioses.
En la adoración del Sol de las religiones mexica, inca y maya los sacrificios humanos eran algo común. Los aztecas celebraban unos constantes ciclos de fiestas religiosas con sacrificios humanos a sus diversos dioses, especialmente al adorar al dios-Sol Tezcatlipoca. Además, en la fiesta al dios del fuego, Xiuhtecuhtli (Huehueteotl), "a los prisioneros de guerra se les hacía danzar con sus captores y [...] se les hacía girar alrededor de un fuego intenso y entonces se les arrojaba en las brasas y se les alzaba mientras todavía estaban vivos para sacarles el corazón todavía palpitante y ofrecerlo a los dioses”.

## Calendarios
Las formas y manifestaciones del Sol son un componente central de la cosmogonía mexica. Por lo tanto, no habrá de sorprender que sus calendarios fuesen solares y estuviesen directamente vinculados a diversas formas religiosas. El calendario mesoamericano está integrado por 18 meses de 20 días cada uno, más 5 días nefastos.